# Bakrov (II) acetat
Bakrov (II) acetat, znana tudi kot bakrov acetat, je kemična spojina s formulo Cu (OAc) 2, kjer je OAc-acetat (CH3CO2-).Hidrirani derivat, ki vsebuje eno molekulo vode za vsak Cu atom, je na voljo na trgu. Anhidrid Cu (OAc) 2 je temno zelena kristalna trdna snov, medtem Cu2 (OAc) 4 (H2O) 2 je bolj modro-zelena. Od davnih časov so bakrene acetates v neki obliki uporablja kot fungicidov in zelenih pigmentov. Danes so baker, acetati uporabljajo kot reagentov za sintezo različnih anorganskih in organskih spojin. Baker acetat, kot tudi vse druge bakrove spojine oddaja modro-zeleno sijaj v plamenu.

## Struktura
Baker acetat monohidrat sprejema "veslo-kolo" strukturo ugotovili tudi za povezane Rh (II) in Cr (II) tetraacetates en atom kisika na vsaki acetat je vezan na eno bakra pri 1,97 A (197 pm. dokončanje koordinacijsko sfero sta voda ligandi s Cu-o razdalji 2,20 A (220 pm). sta pet koordinatne bakrene atomi so ločeni le 2,65 A (265 pm), ki je blizu Cu-Cu ločitvijo v kovinski baker. sta baker centri komunicirajte kar zmanjšuje z magnetnim momentom Cu2 (OAc), tako da k, Cu2 (OAc) 4 (H2O) 2 je blizu 90 v bistvu diamagnetic zaradi razveljavitve dveh nasprotujočih vrtljaje. 4 (H2O) 2 je pomemben korak v razvoju sodobnih teorij za antiferromagnetic sklopko. 

## Sinteza
Bakrov (II) acetat sintetizirali po postopku, opisanem v poglavju zgodovine vodi nečiste vzorce. Pripravljena je industrijsko s segrevanjem bakrovega (II) hidroksida ali bakrovega (II) karbonat z ocetno kislino. Druga metoda za proizvodnjo bakrovega acetata je electrolyze koncentrirano vodno raztopino kalcijevega acetata z bakrenimi elektrodami. Ker reakcija poteka anoda oksidira za proizvodnjo bakrovega acetata, ki lepi na svoji površini in se lahko odstrani kot kristali. Na so kalcijevi ioni katodo zmanjša kalcijevih atomov in bi se deponira, vendar je zaradi vsebnosti vode v raztopini kalcijevega pretvori v netopno kalcijevega hidroksida.Slaba stran te priprave je, da dobi katodne prevlečena z izolacijsko plastjo kalcijevega hidroksida, ki se postopoma upočasni proces. Za izničijo to hidroksid nastane živo srebro se uporabljajo kot katodo, zato ker postopek poteka kalcija nastane takoj reagira z živim srebrom, da bi amalgam kalcija živega srebra in bakra acetat nastane na anodi je občasno odstraniti. Ta proces se običajno daje ustrezno čistega bakra acetat, v majhnem obsegu, z rahlimi sledmi kalcijev acetat.
Bakrov (II) acetat tvori tudi z obdelavo bakra kovin z raztopino ocetne kisline in vodikovega peroksida.

## Sorodne spojine
Segrevanje zmesi brezvodnega bakrovega (II) acetata in bakra kovine daje bakrov acetat: 
2 Cu + Cu2 (OAc) 4 → 4 CuOAc
Hidratna oblika je lahko dehidriran s segrevanjem pri 100 ° C v vakuumu. Za razliko od (II) derivata bakra, baker (I) acetat je brezbarven in diamagnetic.
Osnovna baker acetat pripravimo z nevtralizacijo vodno raztopino bakrovega (II) acetata.Osnovna acetat je slabo topen. Ta material je sestavni del Verdigris, modro-zelena snov, ki tvori osnovi bakra v dolgih izpostavljenosti atmosferi.

## Uporabe v kemijski sintezi
Uporabe za bakrovega (II) acetata so bolj izdatno kot katalizator ali oksidanta organskih sintez. Na primer, Cu2 (OAc) 4 Služi za spajanje dveh terminalov alkini, da je 1,3-diyne: 
Cu2 (OAc) 4 + 2 RC ≡ CH → 2 CuOAc + RC ≡ CC ≡ CR + 2 HOAc
Izkupiček reakcijski preko intermediacy bakra (I) acetylides, ki se nato oksidira bakrovega (II) acetata, sprošča acetylide radikal.Povezana reakcija, ki vključuje bakrene acetylides je sinteza ynamines, terminal alkinov z aminskih skupin z Cu2 (OAc) 4. 

## Zgodovina
Bakrov (II) acetat zgodovinsko pripravljen v vinogradih, saj ocetna kislina je stranski produkt fermentacije. Bakrene plošče so izmenično večplastna s fermentiranih grozdnih kože in usedline ostanejo od proizvodnje vina in izpostavljena zraku. Zaradi tega bi modro snov na zunanji strani lista. To smo nato postrgali in raztopimo v vodi.Nastala trdna snov je bila uporabljena kot barvilo, ali v kombinaciji z arzenov trioksid, da dobimo bakra acetoarsenite, močan insekticid in fungicidno imenovan Paris Green ali Schweinfurt Green.
Med drugo svetovno vojno bakra acetat je bil uporabljen kot morski pes repelent. V vojnih razmerah je pred sprejetjem je bil preizkušen le na kratko (pa na splošno uspešno).Vir pravi baker acetat ne odbija morskega psa v nekaterih primerih, vendar ne v vseh.